# Віктор Лаваль
Віктор Лаваль (нар. 3 лютого 1972 р.) — американський письменник. Автор збірки оповідань «Слепбокс з Ісусом» та чотирьох романів «Екстатик», « Велика машина», «Диявол у сріблі» та «Підкидьок ». Його фентезі новела жахів «Балада про Чорного Тома» отримала премію Ширлі Джексон 2016 року .  Головний рід діяльності Лаваля це художня література, хоча окрім цього він також писав есе та рецензії на книги для GQ, Essence Magazine, The Fader та The Washington Post та інших.

## Раннє життя
Віктор Лаваль народився 3 лютого 1972 року і виріс у Квінсі, штат Нью-Йорк, матір'ю-одиначкою, яка емігрувала з Уганди у віці двадцяти років. Він здобув ступінь бакалавра з англійської мови в Корнельському університеті та ступінь магістра витончених мистецтв в Колумбійському університеті .

## Літературна кар’єра
Слепбокс з Ісусом був опублікований у 1999 році у видавництві Vintage Books, та представляє собою одинадцять взаємопов’язаних історій які розповідають про життя молодих темношкірих і латиноамериканців, які жили в Нью-Йорку в 1970-х і 1980-х роках. Збірка отримала широку оцінку критиків. За збірку оповідань автор отримав премію PEN Open Book Award 
Роман Екстатик був опублікований у 2002 році через Crown Publishing Group . Роман продовжує історію Ентоні Джеймса, персонажа зі збірки оповідань Лаваля. Ентоні – молодий хлопець, який нещодав кинув коледж. У Ентоні в житті багато проблем, від ожиріння до початкових знаків шизофренії, а сам роман розповідає про подвиги його родини, яка намагається всіма силами врятувати Ентоні, не дивлячись на те, що їм самим не завадила б допомога. Тематика роману дуже темна та часом може шокувати читача, але не дивлячись на це, книга також переповнена чорним гумором. Ця книга отримала ще ширше визнання критиків, заслуживши порівняння з такими письменниками, як Кен Кізі, Честер Хаймс та Джон Кеннеді Тул . У 2003 році роман став фіналістом премії PEN/Faulkner за художню літературу та премії Hurston-Wright Legacy Award. Він став улюбленим романом для репера Моса Дефа, який пізніше назвав на його честь свій студійний альбом 2009 року . 
16 лютого 2016 року видавництвом Tor Books було опубліковано повість «Балада про Чорного Тома ». Це переказ історії Е. П. Лавкрафта « Жах у Ред Гуку » з точки зору молодого чорношкірого чоловіка, що живе в Гарлемі. вона являється одною з найуспішніших новел Лаваля яка отримала нагороду 2016 Shirley Jackson Award як найкраща новела, та була фіналістом багатьох інших нагород.
Підкидьок, опублікований у 2017 році Spiegel &amp; Grau  також отримав позитивний відгук критиків. Публічна бібліотека Нью-Йорка вибрала її як одну з десяти найкращих книг 2017 року  книга такрж отримала премію World Fantasy Award за найкращий роман  2018 Locus Award за роман жахів   та британську Премію фентезі за роман жахів в 2018 році. 

### Відзнаки
- 1998 Fine Arts Work Center, Fiction Fellow
- 2000 Breadloaf Writer's Fellowship
- 2004 Whiting Award
- 2006 United States Artists Ford Fellowship[11]
- 2010 Guggenheim Fellowship[12]
- 2010-2011 Dutch Foundation for Literature, Writer-in-Residence, Amsterdam[13]
- 2016 This is Horror Novella of the Year ("The Ballad of Black Tom")

- 2009 Chicago Tribune "Favorite Fiction of 2009" – Big Machine [14]
- 2009 Los Angeles Times "Best Science Fiction of 2009" – Big Machine
- 2009 in <i id="mwAdU">The Nation</i>, John Nichols list "MVPs of 2009": Most Valuable Fiction Book – Big Machine[15]
- 2009 Publishers Weekly "Top 10 Best Books of 2009" – Big Machine[16]
- 2009 Washington Post "Best Books of 2009" – Big Machine[17][18]